# 김성준 (축구 선수)
김성준(金聖埈, 1988년 4월 8일~)은 대한민국의 축구 선수로서 포지션은 미드필더다. 현 소속팀은 천안 시티다.

## 클럽 경력
2009 K리그 드래프트에서 2순위로 대전 시티즌에 선발되었다. 데뷔 시즌 리그 15경기에 나섰고 이듬해에는 주전으로 도약하였다.
2012년 성남 일화로 이적하였다. 2014년 4월 16일 팀의 새 감독으로 부임한 박종환 감독에게 연습 경기 도중 폭행을 당하였고 팀을 떠나고 싶다는 의사를 밝혀 여름 이적 시장을 통해 J리그의 세레소 오사카로 1년 간 임대 이적하였다. 시즌 종료 후 팀의 새 감독으로 부임한 김학범 감독의 부름을 받고 6개월 만에 성남으로 조기 복귀하였다. 2015년에는 중원에서 김두현과 호흡을 맞추며 31경기에 나서 3골을 기록하였고, 김두현 대신 주장을 맡기도 하는 등 준수한 활약을 선보였다.
2015 시즌을 마치고 군 복무를 위해 상주 상무에 입대하였고, 2017년 9월 13일에 군 복무를 마치고 성남으로 복귀하였다.
2018 시즌을 앞두고 FC 서울에 입단했다. 3월 18일 전북 현대 모터스와의 경기에서 프리킥을 직접 골로 연결하며 서울 이적 후 첫 득점을 기록했다.
2018 시즌 후, 자유계약신분(FA)이 된 김성준은 2019년 2월 14일에 울산 현대로 이적하였다.
2023 시즌 후, 천안 시티로 이적하였다.

## 국가대표팀 경력
2014년 12월 4일 발표된 2015 AFC 아시안컵 대비 국가대표팀 국내 전지훈련 명단에 포함되었다.
2017년 EAFF E-1 풋볼 챔피언십 최종명단에 포함되었으나, 경기에는 출전하지 못하였다. 2018년 1월 27일 몰도바전에서 A매치 데뷔전을 가지게 되었다.

## 기타
일본 구마모토시에서 전지 훈련 중이던 2015년 2월 구마모토 시내에서 팀 동료 4명과 함께 정신을 잃고 쓰러진 여고생을 구해 한국과 일본에서 화제가 되었다.
2016년 4월 3일에 이용, 김성환, 박진포 상병과 김성주, 이경렬, 조영철 일병과 함께 오전 9시에 경북 문경으로 외출 도중 소매치기범을 검거하여 4월 9일에 선행상을 받았다.

## 수상

### 팀
- FA컵 우승: 2014
- EAFF E-1 풋볼 챔피언십 우승: 2017
- AFC 챔피언스리그 우승 : 2020
- K리그1 우승 : 2022, 2023